# 理性宫 (米兰)
45°27′53.54″N 9°11′16.16″E / 45.4648722°N 9.1878222°E

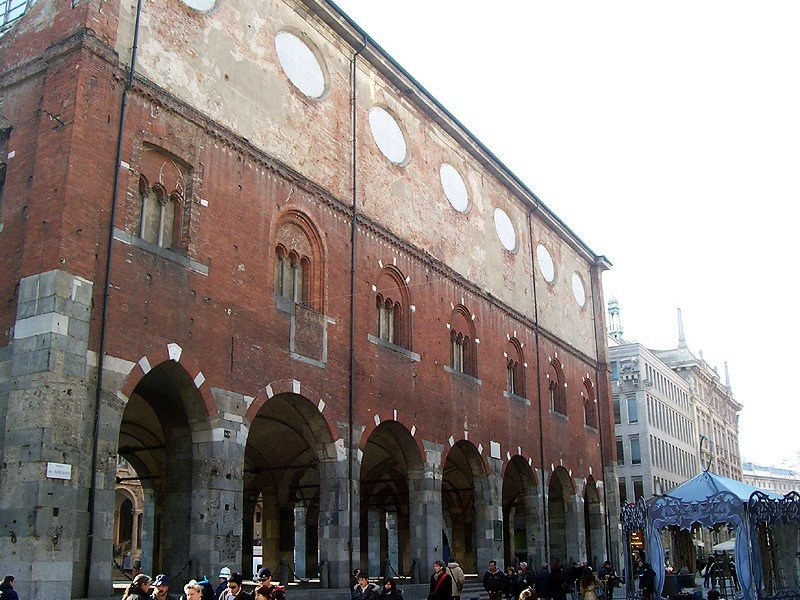
理性宫

理性宫（Palazzo della Ragione）是意大利米兰的一座历史建筑，位于商人广场，与奥西凉廊（Loggia degli Osii）相对。它建于13世纪，原是该市的行政总部（broletto）和司法总部。因为它是米兰的第二座博罗列多（Broletto），又称为新博罗列多（Broletto Nuovo）。 
理性宫有两块著名的浮雕，一块是下令建造宫殿的米兰行政长官和异端检察官Oldrado da Tresseno，另一块是与米兰起源有关的母猪。

## 历史
该建筑由米兰行政长官Oldrado da Tresseno下令建造，兴建于1228年到1233年。直到18世纪后期，它一直在在米兰的行政和公共生活中发挥着核心作用。1773年，玛丽亚·特蕾西亚时期，进行了改建和扩建，作为法律档案馆。结构变化由建筑师设计弗朗切斯科·克罗齐，增加了一层，有圆形的大窗户，整个建筑按照新古典主义风格重新设计。该建筑在1854年由建筑师恩里科太沙基进行另一次重大修改，包括靠近底层走道的玻璃窗格，在1905年和1907年之间重新开放。
1866年到1870年之间，此建筑成为米兰人民银行（Banca Popolare di Milano）的总部，此后又恢复为法律档案馆，直到1970年。1978年，Marco Dezzi Bardeschi再次修复该建筑，但他强烈反对进行结构性变化的任何建议，包括去除克罗齐增建的顶层。
理性宫的设计灵感来自米兰地区另一栋著名建筑，蒙扎的Arengario。